# Йохан III фон Вид
Йохан III фон Вид (на немски: Johann III von Wied; * ок. 1485; † 28 май 1533) е граф на Вид, господар на Рункел и Изенбург.
Той е син на граф Фридрих фон Вид (1425 – 1487) и съпругата му Агнес фон Вирнебург (1425 – 1478), дъщеря на граф Филип фон Вирнебург и Катарина фон Зафенберг.
След 1503 г. граф Хайнрих VIII фон Валдек продава собственостите на починалата му съпруга Анастасия фон Рункел в Графство Изенбург и Графство Вид на нейния братовчед Йохан III фон Вид.

## Фамилия
Йохан III фон Вид се жени на 1 февруари 1506 г. за Елизабет фон Насау-Диленбург (* 1 декември 1488; † 3 юни 1559), дъщеря на граф Йохан V фон Насау-Диленбург († 1516) и Елизабет фон Хесен-Марбург († 1523). Те имат десет деца: 
- Филип (1505 – 1535)
- Йохан IV (ок. 1505 – 1581), женен за Катарина фон Ханау-Мюнценберг (1525 – 1588/1593), дъщеря на граф Филип II фон Ханау-Мюнценберг и Юлиана фон Щолберг
- Фридрих IV фон Вид (* 1505; † 23 декември 1568), архиепископ на Кьолн (1562 – 1567)
- Магдалена († 23 май 1572), абатеса на Елтен
- Маргарета (* ок. 1505; † 5 август 1571), омъжена I. на 29 септември 1523 г. за граф Бернхард фон Бентхайм (1490 – 1528), II. на 19 февруари 1534 г. за граф Арнолд I фон Мандершайд-Бланкенхайм (1500 – 1548)
- Валпурга Йохана (* ок. 1505; † 3 октомври 1578), омъжена на 22 януари 1528 г. за граф Лудвиг цу Щолберг (1505 – 1574)
- Агнес (ок. 1505; † 3 април 1588), омъжена I. ок. 1540 г. за граф Каспар фон Мансфелд-Хинтерорт (1510 – 1542), II. 1545 г. за граф Фридрих Магнус I фон Золмс-Лаубах (1521 – 1561)
- Мария (* ок. 1505; † 15 март 1563), омъжена за граф Христоф III Шенк фон Лимпург-Гайлдорф (1531 – 1574)
- Елизабет (* 1508: † 24 юли 1542), омъжена за граф Антон I фон Изенбург-Келстербах и Бюдинген (1526 – 1560)
- Геновефа († 26 юни 1556), омъжена на 28 февруари 1546 г. за граф Волфганг цу Щолберг-Вернигероде (1501 – 1552)